# IrDA (protokol)
IrDA (Infrared data association) - komunikacioni protokol namenjen point-to-point ili point-to-multipoint komunikaciji između električnih uređaja (računara, mobilnih telefona i ostalih perifernih komponenti) koristeći direktnu infra-crvenu komunikaciju kroz prostor ostvarenu pomoću LED (Light emiting diodes) diode.

## Istorijat IrDA standarda
Godine 1993, lideri u sferi komunikacione i računarske industrije formirali su “Infrared Data Association”(IrDA) sa svrhom kreiranja standarda za bežičnu infra-crvenu komunikaciju. Danas ova asocijacija ima više od 150 članova širom sveta uključujući i neke od dobro poznatih kompanija kao što su: Microsoft, Sony, Nokia, Apple, HP, Toshiba... 
Iako je IrDA protokol pomalo zaboravljen proteklih godina, pre svega usled pojave efikasnijeg Bluetooth-a, njegova važnosti kao preteča bežične komunikacije ne sme biti zanemarena.

## Kako IrDA funkcioniše
IrDA protokol je namenjen point-to-point ili point-to-multipoint komunikaciji između električnih uređaja (računara, mobilnih telefona i ostalih perifernih komponenti) koristeći direktnu infra-crvenu komunikaciju kroz prostor ostvarenu pomoću LED (Light emiting diodes) diode. Domet IrDA komunikacije je samo 10cm-1m, iako bi se ovo rastojanje moglo značajno povećati povećanjem snage samog uređaja. Brzina transmisije je  9600bps – 16Mbps, a talasna dužina 875nm sa tolerancijom +- 30nm.

## IrDA standardi
IrDA specifikacija uključuje standarde kako za fizičke uređaje tako i za protokole koje oni koriste prilikom ostvarivanja međusobne komunikacije. 
Razlikujemo dva osnovna IrDA standarda:
1. IrDA Data Standard
2. IrDA Control Standard

## IrDA data standard
Komunikacioni interfejs Irda data standarda se sastoji od nekoliko slojeva. Osnovna tri sloja IrPHY(Infrared Phycal Layer), IrLAP(Infrared Link Access Protocol) i IrLMP(Infrared Link Menagement Protocol) čine samo srce IrDA arhitekture, i svi su neophodni za njeno ispravno funkcionisanje.
Irda je definisala i 5 tipova infracrvenih linkova koje odlikuje različit protok podataka:
- SIR(Serial Infra red) brzine do 9.6 - 152.2Kbps
- MIR(Medium Infrared) brzine do 1.152Mbps
- FIR(Fast Infrared) brzine do 4Mbps
- VFIR(Very Fast Infrared) brzine do 16Mbps
- UFIR(Ultra Fast Infrared) brzine do 100Mbps – trenutno u razvoju

Kao dodatak ovih osnovnih slojeva definisani su i dodatnih, opcionih, slojevi: 
Tiny TP,IrCOMM, IrOBEX...

### IrDA protokoli
IrDA Infrared Physical Layer Specification (IrPHY)
Osnovni IrPHY, je najniži sloj IrDA specifikacije,njegove najvažnije karakteristike su:
- Rastojanje(1m, mala snaga 0.1m), idealno rastojanje 5-60cm
- Obavezna vidljivost signala
- Ugao(15-30 stepeni)
- Brzina(9.6Kbps-16Mbps)

IrDA  Infrared Link Access Protocol (IrLAP)
IrLAP je drugi po redu sloj IrDA specifikacijem i nalazi se između IrPHY i IrLAP sloja.
osnovne karakteristike:
- Kontrola pristupa
- Otkrivanje potencijalnih komunikacionih partnera
- Ostvarivanje pouzdane bidirekcione veze
- Određivanje primarnog, sekundarnog uređaja

IrDA  Infrared Link Menagement Protocol (IrLMP)
Je treći sloj čiji su osnovni zadaci:
- Stvaranje višestukih logičkih kanala
- Promenu primarnog i sekundarnog uređaja

IrDA Transport Protocols (Tiny TP)
Opcioni protokol, leži na vrhu IrLMP sloja.
- Transport velikih poruka pomocu SAR-a (Segmetation and Reassembly)
- Kontrola protoka logčkih kanala

 IrDA Infrared  Communication Protocol (IrCOMM)
Omogućava infracrvenom uređaju da deluje bilo kao serijski ili paralelni port,takođe leži iznad IrLMP sloja.
IrDA Object Exchange Protocol (IrOBEX)
Pruža mogućnosti razmene različitih aplikacija između uređaja. Leži na vrhu Tiny TP protokola, koji je neophodan za njegovo funkcionisanje.
IRda Local Area Network(IrLAN)
Omogućava povezivanje infracrvenih uređaja na local area mreže, gde imamo tri različite mogućnosti povezivanja:
1. Access point
2. Peer to peer
3. Hosted